# 龙泉驿站
龙泉驿站位于中國四川省成都市龙泉驿区，是成都地铁2号线的地下车站。

## 车站概要
本站位于龙泉驿区繁华的核心区域音乐广场地下，呈西北、东南向布置，是成都地铁2号线东端的终点站，于2014年10月26日开通使用。因龙泉驿区而得名。在2号线建设期间，本站曾使用工程名“龙泉东站”。

## 车站结构
本站为地下二层岛式站台车站，车站有效站台长度为118米、宽度11米；主体部分建筑面积18045.76平方米，通道、出入口建筑面积1038平方米，共设2个风亭，风亭、风道建筑面积1570平方米，泄压口部分建筑面积314.7平方米，总建筑面积20968.46平方米，并建有4200平方米的停车场作为配套设施。
| 地面              | 0    | 出口A·D                                                                                   |
| 地下一层          | 站厅 | 出口B·E 自助购票 客服中心                                                                 |
| 地下二层          | 站台 | \| \| \| 2号线往犀浦（龙平路） \| \| 島式 · 開左邊车门 \| \| \| \| \| \| 2号线下客站台 \| |
|                   |      | 2号线往犀浦（龙平路）                                                                     |
| 島式 · 開左邊车门 |      |                                                                                           |
|                   |      | 2号线下客站台                                                                             |

## 内装与公共艺术
设计主题：以古驿文化特色展示龙泉“驿”文化本源
本站采用了立柱两面浮雕主题设计，包含了驿站简史和驿马奔腾图。立柱通过文字、老地图、商驿场景图等，介绍龙泉驿站的发展历史，表现历史上的龙泉驿城池“邮驿攘往、商贾轮蹄”的繁荣景象。

## 出入口
本站目前开放4个出入口，由于本站B、E出口与龙泉驿音乐广场地下空间直接连通，实则客流也可以通过音乐广场的数个出入口进出本站。
|          |                         |                                |      |
| 编号     | 设施                    | 指示                           | 照片 |
|          | 无障碍电梯 无障碍卫生间 | 龙平路、广场巷、驿都东路       |      |
| 出口 · B |                         | 音乐广场南广场、广场路         |      |
| 出口 · D |                         | 洪升路、中街、建设路、欧鹏大道 |      |
| 出口 · E |                         | 音乐广场北广场、爱明街         |      |

## 公交换乘
851路, 864路，870路，871路，L004路，872C路，880路，L00A路，872D路，850路等。